# Kotva
Торговельний центр «Kotva» (дослівно із чеськ. Якір) — ТЦ в Празі на Площі Республіки в самому центрі міста. Він може обслуговувати до 75 000 відвідувачів на день. Назва походить від старішої будівлі поруч. Прямо навпроти нього знаходиться інший торговельний центр — «Palladium».
З 2016 до 2020 року власником торговельного центру була компанія «První nemovitostní». Навесні 2020 його придбала компанія «Generali Real Estate» за приблизно 4 млрд. крон.

## Місце
Колись на місці, на якому зараз стоїть торговельний центр, стояла романська Церква святого Бенедикта, споруджена в третій чверті 12-го сторіччя і значно розширена в другій чверті 13-го сторіччя. В 13-му сторіччі поруч із церквою побудували резиденцію празького комтура Тевтонських лицарів, яка була приєднана до фортифікаційних споруд Старого міста. В 17-му сторіччі премонстранти із Страховського монастиря створили в цій місцевості університетське містечко Норбертініума, і тут була побудована барокова церква Святого Норберта за кресленнями Доменіко Орсі. Церква була знесена в кінці 18-го сторіччя для побудови на її місці Інституту шляхетних дівчат Нового міста. Перед будівництвом нового торговельного центру цінні архітектурні споруди 19-го та 20-го сторіч були знищені. Через великий поспіх у будівництві, значні археологічні зони були втрачені.

## Будівництво
Спорудження торговельного центру «Kotva» тривало із 1970-го до 1975-го року. Архітекторами будівлі було подружжя архітекторів Вера Махонінова та Владимір Махонін. Роботи із будівництва були проведені шведською компанією «SIAB», що було дуже незвичним для того часу. План будівлі складається з 28-ми переплетених шестикутників, із корисною площею в 22 000 м2. В Котві є п'ять поверхів над землею, ще стільки ж під землею (для автопарковки і супермаркету), десять ескалаторів (два блоки по п'ять ескалаторів, тобто на кожному поверсі є один ескалатор вниз і один вверх). Цей ТЦ мав стати символом достатку і багатства соціалізму. На момент відкриття це був найбільший торговельний центр в Чехословаччині та п'ятий найбільший в Європі. Але навіть «Kotva», яка мала стати символом сили соціалізму, не уникла проблем із постачанням продукції, що показало навпаки, неспроможність соціалістичної економіки. До 1990-их торговельний центр продавав різноманітні товари, зараз він фокусується в основному на одязі та модних виробах.
В 2021 році  почалася планова реконструкція будівлі. Її проводитиме кіпрська компанія «Sekyra Group». Станом на 2020 рік подружжя Махоніних та Інститут національної спадщини дали згоду на цю реконструкцію.

## Статус архітектурної пам'ятки
В 2007 році історик архітектури Ростіслав Шваха запропонував Міністерству Культури Чехії внести будівлю торговельного центру до списку культурної спадщини, оскільки вона є зразком високоякісної чеської архітектури першої половини 1970-их, а її художньо-дизайнерська концепція поєднує декілька напрямків у повоєнній світовій архітектурі. Подібний стиль також використовував американський архітектор-новатор Френк Ллойд Райт в міжвоєнний час. Запит Ростіслава Шваха було відхилено.
Новий запит було подано в 2016 році, на цей раз успішно, і з квітня 2019 року будівля торговельного центру є пам'яткою культури Чехії.

## Галерея

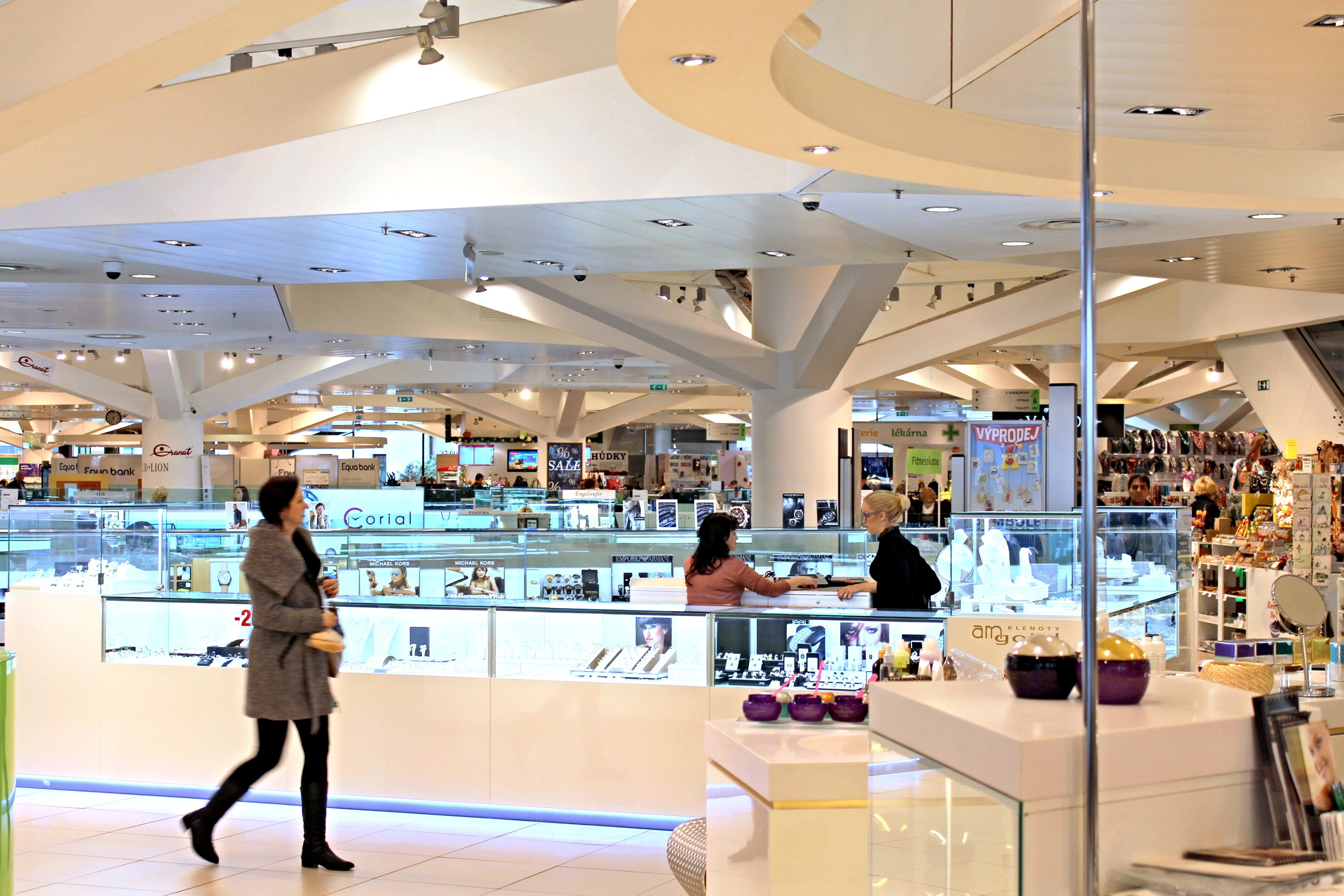
Перший поверх торговельного центру
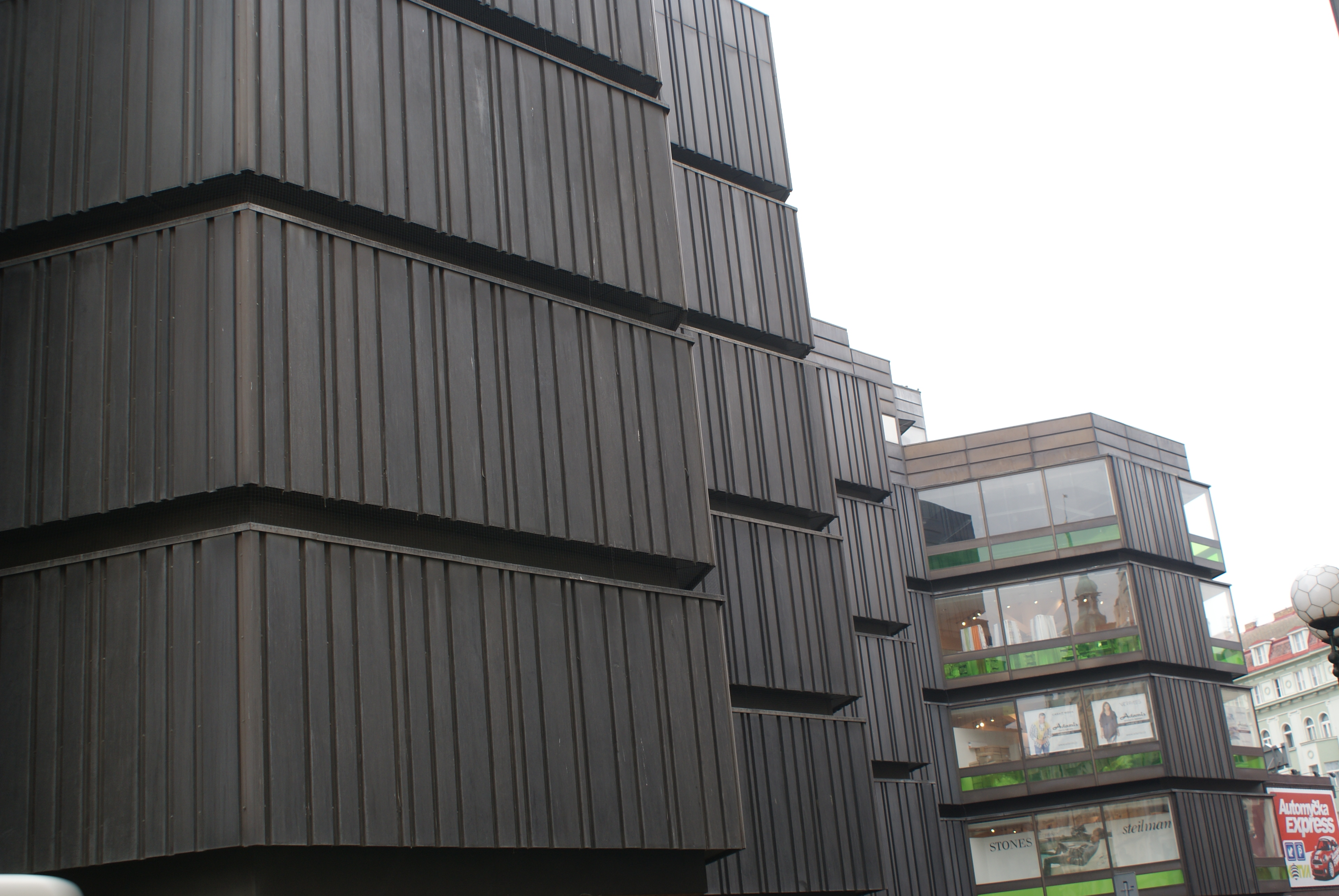
Стіни будівлі
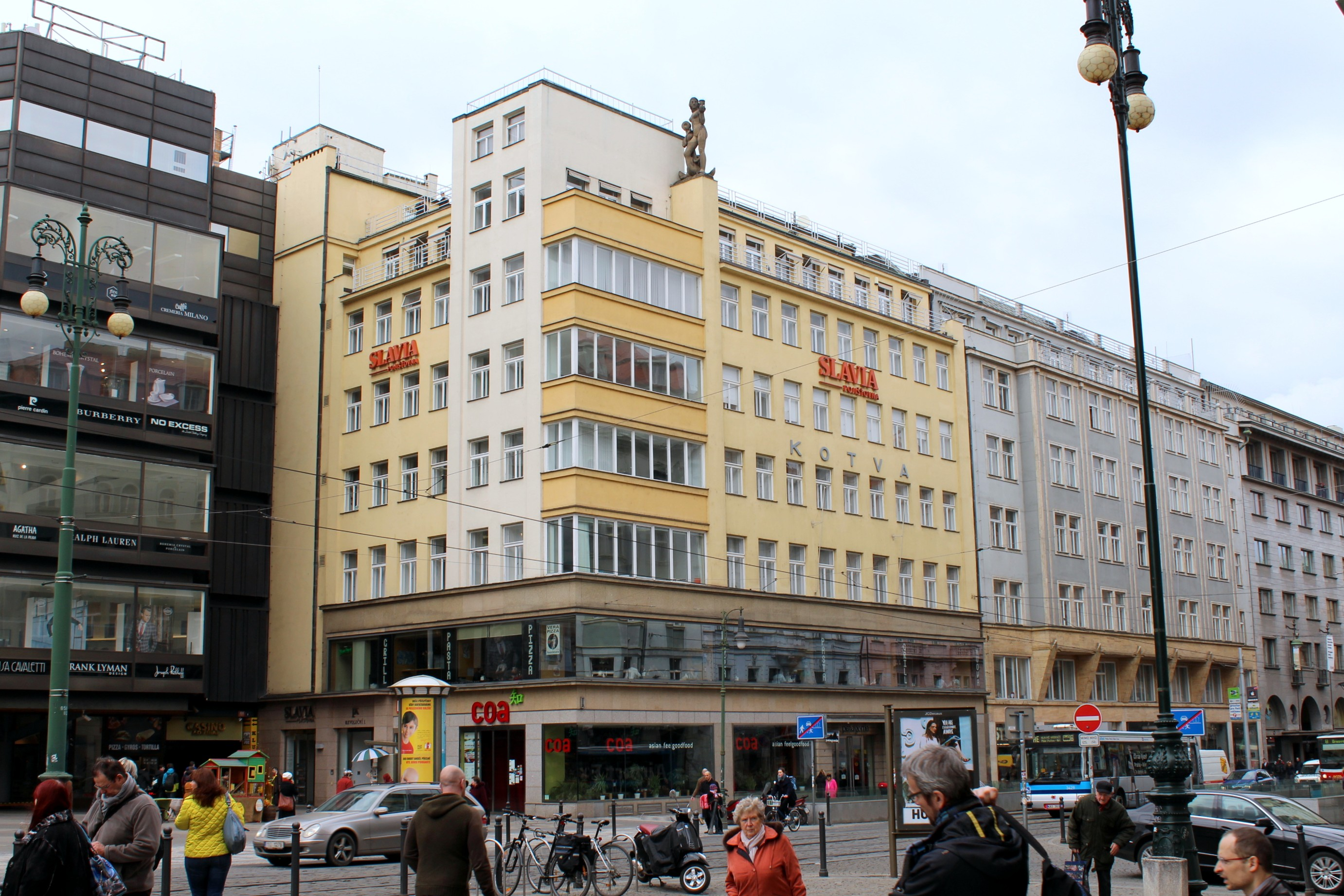
Будівля, в якій торговельний центр «Kotva» був раніше